# Ноусиайнен, Вилле
Вилле Ноусиайнен (фин. Ville Nousiainen; род. 5 декабря 1983, Коувола) — финский лыжник, призёр чемпионата мира. Специалист дистанционных гонок.

## Карьера
В Кубке мира Ноусиайнен дебютировал в 2003 году, в декабре 2007 года впервые попал в тройку лучших на этапе Кубка мира. Всего на сегодняшний день имеет на своём счету 3 попадания в тройку на этапах Кубка мира. Лучшим достижением Ноусиайнена в общем итоговом зачёте Кубка мира является 17-е место в сезоне 2007-08.
На Олимпиаде-2006 в Турине стартовал в гонке на 50 км, но не дошёл до финиша.
На Олимпиаде-2010 в Ванкувере показал следующие результаты: 15 км свободным ходом — 13-е место, дуатлон 15+15 км — не финишировал, командный спринт — 10-е место, эстафета — 5-е место, масс-старт 50 км — 37-е место.
За свою карьеру принимал участие в двух чемпионатах мира, на чемпионате-2009 в чешском Либереце завоевал две бронзовые награды.
Использует лыжи производства фирмы Peltonen.